# Elatostema densum
Elatostema densum är en nässelväxtart som beskrevs av H. Winkl.. Elatostema densum ingår i släktet Elatostema och familjen nässelväxter. Inga underarter finns listade i Catalogue of Life.